# Руски футбол
Футболът в Русия е един от най-популярните спортове. Трима руски футболисти са печелили Шампионската лига с чуждестранни отбори – Игор Доброволский с Олимпик Марсилия, Владимир Бут с Борусия Дортмунд и Дмитрий Аленичев с ФК Порто.

## Национален отбор на Русия
Националният отбор на Русия (известен като „Сборная “) съществува от 1993, играе като самостоятелна държава за първи път на Мондиал 1994. Тимът заема 13-о място в ранглистата на УЕФА и 17-о място в ранглистата на ФИФА. На Мондиал 1994 отборът отпада в групите, но Олег Саленко става голмайстор на първенството. На Мондиал 2002 отборът отново не успява да прескочи груповата фаза. На Евро 2004 отборът на Русия е единственият, който побеждава шампиона Шаблон:НОФ. Това става в груповата фаза, а мачът завършва 2-1. В квалификациите за Мондиал 2006 Русия е разбита от Португалия със 7-1, като това е най-голямата загуба на отбора в новата му история. Сборная не успява да се класира, след като остава на трета позиция в групата си. На Евро 2008 Русия достига полуфинал, което е и най-големият ѝ успех. В групите завършва на втора позиция, след победи над Швеция и Гърция. На 1/4-финала побеждава Нидерландия. На 1/2-финал Сборная отпада след загуба от бъдещия шампион Испания. В квалификациите на Мондиал 2010 Русия завършва втора в групата, но отпадат в баража, след загуба от Словения. Отборът успява да се класира за Евро 2012, а Алан Дзагоев и Роман Павлюченко стават голмайстори на отбора с 4 попадения.

## Национален отбор на СССР
Националният отбор на СССР е първият европейски шампион по футбол. На финала на първенството, проведено през 1960 г. във Франция, побеждават отбора на Югославия с 2:1. Звездата на отбора е легендарният вратар Лев Яшин, а треньор е Гаврил Качалин. Играят финал на първенствата през 1964, 1972 и 1988 г. За пръв път играят на световно първенство по футбол през 1958 г. в Швеция. До разпадането на СССР през 1991 г. отборът записва 7 участия, като единственото добро постижение е четвъртото място на шампионата във Великобритания през 1966 г. На олимпиадите в Мелбърн през 1956 г. и в Сеул през 1988 г. СССР завоюват златните медали, бронзови печелят от олимпийските игри през 1972, 1976 и 1980 г.

## Национален отбор на ОНД
Отборът на ОНД участва само веднъж на голям форум. Това се случва на Евро 1992. Тимът на ОНД използва флага на МОК, а вместо химн се изпълнява Деветата симфония на Бетховен.

## Шампионат на Русия
През 1991 е създадена Руска Висша Дивизия, която съществува до 2001 година. Първоначално тя е с 20 отбора, разделени в 2 групи. През 1993 те са намалени на 18, а през 1994 на 16. От 2001 шампионатът се казва Премиер лига. Първа Лига е втората дивизия на шампионата. До 1993 тя е била разделена на 3 зони - изток, запад и център - във всяка по 18 отбора. Победителите от всяка зона се класират за Висшата Дивизия. През 1993 в зона запад участват 22 тима, в център 20 и в изток 16. Победителите от зоните играят турнир за влизане във Висшата дивизия заедно с последните 3 отбора от нея. От 1998 Първа Лига получава името Първа дивизия. В Първа дивизия отборите играят в една група, а не в три. Втора дивизия е третата по сила дивизия в руския футбол. Тя е разделена на 5 зони: Урал, Запад, Център, Изток и Юг. От 1994 до 1997 съществува Руска Трета Лига. Тя се е състояла от 6 зони.
През 2001 година е основано Първенството на дублиращите отбори. Първият шампион е Ротор Волгорград. През 2007 първенството на дублиращите отбори е заменено от Младежкото първенство.

## Шампионат на СССР
Шампионатът на СССР по футбол е основан на 22 май 1936 година. Първи шампион е ФК Динамо (Москва). В цялата история на съветския шампионат единствено отбори на Киргизката ССР и Туркменистанската ССР, както и съществувалата само 16 години Карело-финска ССР не са участвали във Висшата лига на СССР.

## Купа на Русия
В турнира за Купата на Русия участват всички отбори от РФПЛ, 1 дивизия и 2 дивизия. От сезон 2007/08 в турнира играят и победителите от аматьорската лига. Победителите се излъчват по система на отстраняване, като се играе една среща. Победителят в нея продължава напред. Любителските тимове започват от фаза 1/512-финали. Отборите от 2. дивизия започват участието си във фази 1/512-, 1/256- или 1/128-финали в зависимост от количеството на отборите в съответната зона на дивизията. Отборите от 1. дивизия се включват във фаза 1/32-финал, а тези от Премиер Лигата – от 1/16-финал. Финалът най-често се провежда в Москва, но през 2009 е избран стадионът „Арена-Химки“, който се намира в предградието Химки. През 2010 домакин на финала е стадион „Олимп 2“ в Ростов на Дон.

## Суперкупа
Суперкупата на Русия е турнир, който открива началото на сезона в Русия. За суперкупата се борят шампионът на страната и носителят на Купата. Най-много пъти суперкупата е печелена от ЦСКА Москва.

## Други турнири
- Купа на Лигата

Купата на лигата на Русия е състезание, в което участват тимовете от руската Премиер лига. То се провежда само веднъж – през 2003 година. Победител става Зенит, а голмайстор на турнира - Владислав Радимов. Тъй като повечето отбори играят с резерви в Купата на лигата, а и турнирът не набира популярност, през 2004 РФС решават да прекратят съществуването му.
- Купа на Професионалната футболна лига

Купата на ПФЛ е турнир, организиран от Професионалната футболна лига на Русия. Той се провежда от 2003 година. Нито един тим не е печелил купата на ПФЛ 2 пъти. В него участват победителите от петте зони на 2. дивизия. Победителят в турнира се счита за шампион на 2. дивизия в съответния сезон. Отборите играят всеки срещу всеки по 1 среща. Всички мачове се играят на стадион Лужники. Отборът, събрал най-много точки, печели купата и е признат за „Абсолютен шампион на 2. дивизия“.
- Купа на съдружествата

Купата на съдружествата е създадена през 1993 година. Първият победител е ФК Спартак Москва, който побеждава Беларус Минск с 8-0 във финалния мач. От 1993 до 1995 отборите се делят на 4 групи, и победителите в тях отиват на 1/2 финал. През 1995 първите 2 отбора се класират за 1/4 финал. От 1996 до 1998 Динамо Киев печели купата. Между 1999 и 2002 година купата на съдружествата предизвиква най-голям интерес. През 2002 на финала между ФК Спартак Москва и Динамо Киев присъстват 27 хил. зрители. Година по-късно ФК Шериф печели трофея и прекъсва хегемонията на Динамо Киев и ФК Спартак Москва. След това Динамо Тбилиси, Локомотив Москва и Нефтчи Баку печелят купата на съдружествата. През 2009 Шериф печели трофея за втори път.
Най-много попадения в историята на Купата на съдружествата е отбелязал Владимир Бесчастних-20.
- Купа на първи канал

Първата купа на 1. канал се играе в Тел-Авив между 5 и 9 февруари 2006. Участват ФК Спартак Москва, ЦСКА Москва, Динамо Киев и Шахтьор (Донецк). Победител става Шахтьор. Играе се по системата „всеки срещу всеки“. На следващата година вече се играе в 2 групи по 3 отбора, победителите от които отиват на финала. Освен четирите отбора, участвали през 2006, участват и израелските Макаби Хайфа и Апоел (Тел-Авив). На финала се срещат ЦСКА Москва и Спартак. Армейците побеждават. През 2008 в турнира се включват Цървена Звезда и Бейтар Йерусалим. Победител става Динамо Киев. От 2009 турнирът не се провежда.

## Руските отбори в Европа
През 1966 ФК Торпедо Москва достига 1/4-финал в КНК. През 1972 Динамо Москва достига финал в същия турнир. Година по-късно Спартак Москва също достига до 1/4-финал в КНК. Червено-белите се класират за 1/4-финалите на КЕШ през 1980 година.
През 1991 Спартак Москва достига полуфинал за КЕШ. Спартаковци успяват да стигнат до 1/2-финалите на Купата на УЕФА през 1992/93 и 1997/98. През 1997 Ротор Волгоград е финалист в турнира Интертото.
През 1998/99 Локомотив Москва достига до 1/2-финал в КНК. Отборът участва 3 пъти в Шампионската лига, като през 2001/02 и 2002/03 играе в груповата фаза, а година по-късно достига 1/8-финал, но там отпада от Монако. През 2009/10 ЦСКА Москва достига 1/4-финал, след като на 1/8-финала отстранява Севиля. През 2011/12 Русия за първи път има 2 отбора в елиминациите на Шампионската лига – Зенит и ЦСКА Москва.
Най-големият успех на руски отбор е спечелването на Купата на УЕФА. Тя е спечелена от ЦСКА Москва (2005) и Зенит (2008).